# Forschungsinstitut für Musiktheater

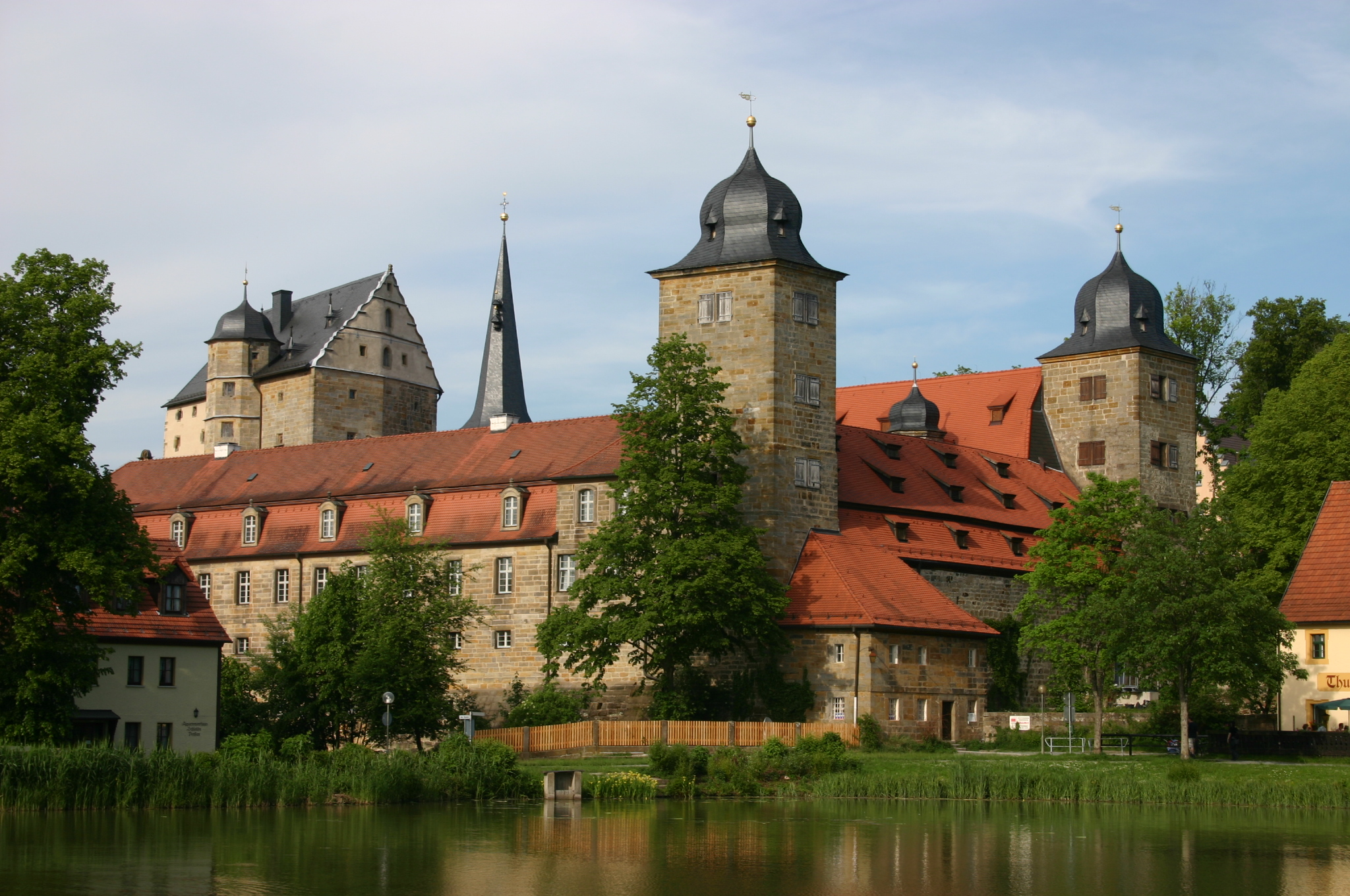
Schloss Thurnau, Sitz des FIMT

Das Forschungsinstitut für Musiktheater (fimt) ist eine Einrichtung der Universität Bayreuth für die Untersuchung von Oper und Musiktheater (unter anderem für Ballett, Tanztheater, Operette und Musical) im Allgemeinen. Es befindet sich im Schloss Thurnau im Landkreis Kulmbach.

## Geschichte
Das Forschungsinstitut für Musiktheater wurde 1976 unter Mitwirkung von Pierre Boulez, Carl Dahlhaus, Werner Egk, August Everding und Wolfgang Wagner als zentrale Einrichtung der Universität Bayreuth gegründet. Seit 1977 hat es seinen Sitz auf Schloss Thurnau, wo sich eine Fachbibliothek mit circa 40.000 Medien und ein Archiv (mit Opernprogrammheften und anderem) befindet. Von 1983 bis 2006 wurde das Institut von Sieghart Döhring geleitet, der einen seiner Forschungsschwerpunkte auf den Opernkomponisten Giacomo Meyerbeer legte. Zusammen mit Carl Dahlhaus gab das Institut in den Jahren 1986 bis 1997 Pipers Enzyklopädie des Musiktheaters heraus, ein sechsbändiges Handbuch, in dem knapp 2500 Werke des Musiktheaters eingehend dargestellt werden. Seit 1987 ist der Institutsleiter zugleich Inhaber des neugegründeten Lehrstuhls für Theaterwissenschaft unter besonderer Berücksichtigung des Musiktheaters an der Universität Bayreuth. Das wissenschaftliche Personal des fimt lehrt ebenso in den Bereichen Musik- und Theaterwissenschaft an der Universität Bayreuth.
Auf maßgebliche Initiative des Instituts wurde 1992 in Prag die Europäische Musiktheater-Akademie (EMA) gegründet.
Am fimt haben über Jahrzehnte hinweg eine Reihe namhafter Wissenschaftler gearbeitet und der Forschung über das Musiktheater entscheidende Impulse gegeben. Zu erwähnen sind hier etwa Gabriele Brandstetter, Markus Engelhardt, Rainer Franke, Arnold Jacobshagen, Manuela Jahrmärker, Marion Linhardt, Gunhild Oberzaucher-Schüller, Thomas Steiert, Klaus Kieser, Susanne Rode-Breymann, Mathias Spohr, Susanne Vill und Michael Walter.
2006 übernahm Anno Mungen die Leitung des Instituts. Mungen vertritt einen erweiterten Musiktheaterbegriff, der neben den klassischen Gattungen (Oper, Operette, Musical, Ballett) auch andere Konstellationen von Musik, Theatralität, Visualität und Bewegung (etwa Performances oder Musik und Karneval) einschließt. Seitdem das Institut im Jahr 2007 in die restaurierten Räumlichkeiten des Hans-Georgen-Baus zurückkehrte, finden im Ahnensaal von Schloss Thurnau wieder regelmäßig Kammerkonzerte statt.

## Ausbildung und Tätigkeiten
Im Studienprogramm kann in Zusammenarbeit mit den Professuren Musikwissenschaft und Theaterwissenschaft an der Universität Bayreuth der Bachelor of Arts Musiktheaterwissenschaft, der Master of Arts „Musik und Performance“ sowie der Doktor der Philosophie erworben werden.
Das fimt ist ein Zentrum interdisziplinärer Forschung und fördert die Kooperation mit nationalen und internationalen Einrichtungen des Musiktheaters. Mit Projekten und Veranstaltungen bietet das Forschungsinstitut ein internationales Diskussionsforum.
Alle zwei Jahre wird der „Thurnauer Preis für Musiktheaterwissenschaft“ an hervorragende Nachwuchswissenschaftler verliehen. Seit 2010 läuft das von der Deutschen Forschungsgemeinschaft geförderte Projektbündel „Musik – Stimme – Geschlecht“ unter anderem zu Geschlechtskonzeptionen in der Oper des 19. Jahrhunderts.
Zu Richard Wagners 200. Geburtstag organisierte das Forschungszentrum zusammen mit dem Shanghai Conservatory of Music und der University of South Carolina das WagnerWorldWide 2013.

## Publikationen (Auswahl)
- Carl Dahlhaus, Sieghart Döhring (Hrsg.): Pipers Enzyklopädie des Musiktheaters. Piper: München und Zürich 1986–1997.
- Anno Mungen, Anne-Henrike Wasmuth (Hrsg.): Musiktheater – Quo vadis? Schliengen: Edition Argus, 2007.
- Anno Mungen (Hrsg.): Mitten im Leben. Musiktheater von der Oper zur Everyday Performance (= Thurnauer Schriften zum Musiktheater 23), Würzburg 2011.
- Das Wagner-Lexikon. Hrsg. im Auftrag des Forschungsinstituts für Musiktheater Thurnau von Daniel Brandenburg, Rainer Franke und Anno Mungen. Laaber: Laaber-Verlag, 2012, ISBN 978-3-89007-550-1.

### Zeitschriften
- ACT – Zeitschrift für Musik und Performance, Online-Journal seit 2010[5]

### Buchreihen
- Thurnauer Schriften zum Musiktheater, Buchreihe seit 1978 mit ca. 50 Bänden bestehend aus Monographien und Sammelbänden veröffentlicht beim utzverlag, Königshausen & Neumann, Laaber Verlag u. a.[6]